# Новозеландський білий кріль
Новозеландський білий — порода кролів м'ясного напряму.

## Історія
Порода новозеландський білий кролик була отримана шляхом чистопородного схрещування альбіносів новозеландської червоної породи в США. Надалі для підвищення живої маси їх схрещували з бельгійськими фландрами. В 1949 році порода була вивезена до Європи.

## Біологічні характеристики
Конституція тіла у тварин міцна. Голова маленька з короткими вухами. Спина пряма. Груди широкі. Ноги м'язисті, міцні та прямі. Забарвлення у тварин біле. Новозеландський кролик досягає 4-5 кг. У посліді налічується 8-12 кроленят. Новонароджені кролики важать 45 г. Маси в 3 кг кролики досягають на 3-у місяці життя. Шкурка новозеландської білої породи кролів у виробництві майже не використовується. Самиця відрізняються високою плодючістю, а кроленята високим темпом зростання.
Новозеландські білі кролики відрізняються спокійною вдачею, високою оброслістю лап волосяним покривом і гарною пристосованістю до умов розведення на сітчастих підлогах у механізованих крільчатника з регульованим мікрокліматом; досить вимогливі до умов годівлі. Вони добре поєднуються при схрещуванні з кроликами інших порід, при цьому у помісей найчастіше виявляється ефект гетерозису. Добре зарекомендували себе варіанти схрещування цих тварин з кроликами порід радянська шиншила, чорно-бурий, білий велетень, віденський блакитний. Добре почуває себе на сітчастих підлогах.